# Mikko Alatalo
Mikko Tapio Alatalo, född 1 maj 1951 i Kuivaniemi, är en finländsk sångare och politiker. 
Alatalo inledde sin karriär under 1970-talet som rockmusiker med låtar om landsbygdens avfolkning och hade även samarbete med Juice Leskinen, men på 1980-talet övergick han till barnmusik. Han har även skrivit TV- och filmmusik samt medverkat i TV, bland annat som populär allsångsledare. Alatalo har spelat in över 30 skivor, av vilka de viktigaste är Maalaispoika oon (1974, En lantsare är jag 1983), trilogin Siirtomaa-Suomen Laulut (1978–82), Viivy vielä hetki (1993), Herraksi synnytään (1994), Taksimiehenpoika (1999). 
Alatalo är även verksam som politiker och invaldes 2003 i Finlands riksdag som representant för Centern i Birkalands valkrets.

## Studioalbum
- Maalaispoika oon (1974)
- Hasardi (1976)
- Rokkilaulaja (1977)
- Viimeinen lehmipoika (1978)
- Yhdentoista virran maa – Lauluja Siirtomaa-Suomesta 1 (1978)
- Onnenpoika (1979)
- Iso joki tulvii – Lauluja Siirtomaa-Suomesta 2 (1981)
- Eläimiä suomalaismetsissä (1981)
- III tasavallan vieraana – Lauluja Siirtomaa-Suomesta 3 (1982)
- Sielun miljonääri (1983)
- Ikävän karkoitus (1984)
- Känkkäränkkä ja Artturi Robotti (1984)
- En lantis är jag (1984)
- Syntynyt lähiössä (1986)
- Kaikilla mausteilla (1987)
- Lapsi on terve, kun se heiluu (1988)
- Känkkäränkkä-hiihtokoulu (1989)
- Kuule kuinka kulkee (1990)
- Joulun laulut (1990)
- Yö alkaa yhdeltätoista (1991)
- Känkkäränkän uudet kujeet (1992)
- Puutarha (1993)
- Herraksi synnytään (1994)
- Yökynttilä (1997)
- Taksimiehen poika (1999)
- Suosituimmat yhteislaulut (2000)
- Kantri (2001)
- Kaikki sitä tekevät mielellään! – Kantri 2 (2008)
- Maailma tarvii duunaria – Kantri 3 (2013)
- Viimeinen juna (2018)

## Utmärkelser
- Riddartecknet av I klass av Finlands Lejons orden,  6 december 2011[7]
- Förtjänstmedalj för motorfordonstrafikarbete,  5 april 2019[8]

[Redigera Wikidata]